# 가자 지구의 하마스 정부
가자 지구의 하마스 정부 또는 줄여서 가자 정부에 관한 내용이다.
하마스는 2007년 6월 라이벌 정당인 파타로부터 이 지역을 인수한 이후 팔레스타인 가자 지구를 통치해 왔다. 하마스 정부는 2007년부터 이스마일 하니예가 이끌었고 2017년 2월 하니예가 야흐야 신와르에 의해 가자 지구 하마스의 지도자로 교체되었다. 2023년 11월 기준 야히아 신와르는 가자지구 하마스의 지도자로 계속 활동하고 있다. 2024년 1월, 진행 중인 이스라엘-하마스 전쟁으로 인해 이스라엘은 하마스가 가자지구 북부 대부분에 대한 통제권을 잃었다고 말했다. 2024년 5월 하마스는 북부에서 재집결했다.
2006년 1월 25일 하마스가 팔레스타인 입법 선거에서 승리한 후 이스마일 하니예가 팔레스타인 국가 당국의 총리로 지명되어 파타와 함께 팔레스타인 국가 통합 정부를 설립했다. 이 정부는 하마스와 파타 사이의 폭력적 갈등이 발발하면서 사실상 무너졌다. 2007년 6월 14일 하마스가 가자지구를 장악한 후, 팔레스타인 자치정부 의장 압바스는 하마스가 이끄는 정부를 해임하고 살람 파이야드 총리를 임명했다. 라말라에 기반을 둔 새로운 팔레스타인 정부의 권한은 두 팔레스타인 영토 모두로 확장된다고 주장했지만, 하마스가 해임을 인정하지 않고 가자지구를 계속 통치했기 때문에 사실상 그 권한은 서안 지구로 제한되었다. 라말라에 있는 압바스의 파타 정부와 가자에 있는 하마스 정부 등 두 행정부는 스스로를 팔레스타인 국가 당국의 유일한 합법적인 정부로 여겼다. 그러나 국제사회는 라말라 정권을 합법정부로 인정했다.
두 정당이 분열된 이후 2008~2009년 가자 전쟁, 2014년 가자 전쟁, 특히 2023년 이스라엘-하마스 전쟁을 포함해 가자지구와 이스라엘에서 활동하는 하마스와 유사한 세력들 사이에 갈등이 있었다.